# Arses insularis
Arses insularis là một loài chim trong họ Monarchidae.